# Werther (film)
Werther è un film del 1986 diretto da Pilar Miró. La pellicola è stata presentata in concorso alla 43ª edizione della Mostra internazionale d'arte cinematografica di Venezia